# Vive la France
Vive la France (Brasil: Viva a França ) é um filme de comédia produzido na França e lançado em 2013, sob a direção de Michaël Youn.

## Elenco
- José García - Muzafar
- Michaël Youn - Ferouz
- Isabelle Funaro - Marianne Bouvier
- Ary Abittan - Jafaraz Ouèchemagül
- Moussa Maaskri - Adadat Ouèchmagül
- Vincent Moscato - tio Momo
- Guilaine Londez - tia Nanette
- Franck Gastambide - Kevin
- Jérôme Commandeur - policial
- Jean-François Cayrey - Taxi Paris